# Ceaikivșciîna, Orjîțea
Ceaikivșciîna (în ucraineană Чайківщина) este un sat în comuna Starîi Irjaveț din raionul Orjîțea, regiunea Poltava, Ucraina.

## Demografie
Componența lingvistică a localității Ceaikivșciîna
     Ucraineană (99,29%)
     Alte limbi (0,71%)
Conform recensământului din 2001, majoritatea populației localității Ceaikivșciîna era vorbitoare de ucraineană (99,29%), existând în minoritate și vorbitori de alte limbi.